# 大人學
大人學是一個以成人教育為導向的知識分享平台，本意是「成為成熟大人必備的學問」。由兩位管理顧問：張國洋（Joe Chang）與姚詩豪（Bryan Yao）共同創立，核心精神為「相信思考，勇於改變」。
透過文章、講座、課程、podcast、YouTube頻道等媒介，提供青年學生與中年上班族，關於職涯規劃、人際溝通、個人成長以及兩性關係等主題的觀念與知識。其兩人共同經營的Podcast頻道：「大人的Small Talk」是2020 Apple Podcast排行榜上10名。
文章亦廣泛受到天下文化、商業周刊、關鍵評論網、風傳媒、等媒體的轉載。

## 外部連結
1. 大人學網站 （页面存档备份，存于）
2. 大人學Facebook專頁 （页面存档备份，存于）
3. 大人學YouTube頻道 （页面存档备份，存于）
4. 大人學Podcast：大人的Small Talk （页面存档备份，存于）